# エルリッチマン鉱
エルリッチマン鉱(Erlichmanite)は、天然に生じる鉱物で、硫化オスミウム(OsS2)からなる。灰色で金属光沢を持ち、モース硬度は約5、比重は約9である。貴金属漂砂鉱床で見られる。広義の砂白金に包有されることが多く、肉眼的な産出はまれである。日本では熊本県で産出する。
アメリカ航空宇宙局エイムズ研究センターの電子線マイクロアナライザ技術者であるジョセフ・エルリッチマンに因んで名づけられた。
エルリッチマン鉱のオスミウムがルテニウムに置換するとラウラ鉱となる。